# Magnus von Horn
Magnus von Horn (Gotëborg, Suècia, 21 de desembre de 1983) és un director de cinema i guionista suec-polonès.

## Trajectòria
Va néixer a Gotëborg, fill de dos enginyers i va créixer en una urbanització envoltada de natura. Un nadal, una tieta que era productora de cinema indie li va regalar un munt de VHS amb pel·lícules de Kieslowski. La seva família va seguir alimentant l'interès de von Horn en el cinema i a principis de la dècada dels noranta li van regalar una càmera de miniDV perquè fes les seves primeres pel·lícules, que després editava en un iMac.
A principis dels 2000 va començar els seus estudis de Teoria del Cinema a la Universitat de Gotëborg alhora que treballava com a operador de càmera per a altres produccions. Un any després es va desplaçar a l'Escola Nacional de Cinema  de Łódź, Polònia d'on es va graduar el 2013. Als pocs dies d'haver anat a Polònia per estudiar va patir un robatori amb violència que el va fer interesar-se en temes com ara la violència, la joventud, el crim com la trangressió de la norma i les persones que viuen en situacions extremes.

### 2006 - 2008: Primers curtmetrartges
El seu primer curtmetratge documental, Radek, estrenat el 2006, va centrar-se en la vida d'un delinqüent polonès que intenta controlar-se després d'haver passat una temporada a la presó. Per aquesta producció va guanyar el Maciej Szumowski Award del Festival de Cinema de Cracòvia per la seva especial sensibilitat en temes socials.
Més endavant, el 2008, va dirigir i escriure el curtmetratge de ficció Echo, que explora l'assassinat d'un jove adolescent a mans dels seus amics i les reaccions dels assassins a aquest fet. Per aquesta producció va guanyar diversos guardons europeus.

### 2011 - Present: Desenvolupament professional
El 2011 va presentar el curtmetratge Utan snö seguit el 2015 pel seu primer llargmetratge Efterskalv. Amb aquestes peces von Horn va construir un díptic per retratar l'adolescència sueca. En tots dos casos, els protagonistes experimenten un esdeveniment tràgic i s'han de desenvolupar en el dia a dia d'una societat políticament correcta.
El 2020 va estrenar un segon llargmetratge, Sweat, centrat en el món dels influencers. La narrativa d'aquesta pel·lícula segueix les passes de la protagonista a través del seu perfil a xarxes socials i explora la toxicitat de les relacions parasocials.
Amb Pigen med nålen, estrenada el 2024 i candidata al premi Oscar a la millor pel·lícula de parla no anglesa, el director explora la situació extrema d'una noia a la Dinamarca de principis del segle xx.

## Filmografia
| Any  | Títol           | Format                  | Notes |
| ---- | --------------- | ----------------------- | --- |
| 2006 | Radek           | Curtmetratge documental | Guanyador del Maciej Szumowski Award per la seva sensibilitat en temes socials. |
| 2007 | Mleczaki        | Curtmetratge            | |
| 2008 | Echo            | Curtmetratge            | Menció especial al Festival de Cinema polonès de Gdynia. Guanyador del Tous Courts Film Festival. Guanyador de la categoria de Millor Pel·lícula del Student Film Festival Munich. |
| 2011 | Utan snö        | Curtmetratge            | |
| 2015 | Efterskalv      | Pel·lícula              | Guanyador del premi a millor direcció i millor guió al Gdynia Film Festival |
| 2020 | Sweat           | Pel·lícula              | També guionista. Seleccionada pel Festival de Cannes 2020. |
| 2024 | Pigen med nålen | Pel·lícula              | També guionista. Seleccionada pel festival de Cannes 2024. Candidata a l'Oscar |